# Ulla Sjöström
Ulla Birgitta Sjöström, ogift Lindberg, född 21 april 1934 i Engelbrekts församling i Stockholm, är en svensk psykolog och författare.
Ulla Sjöström är dotter till rektor Gustav Lindberg och fil. mag. Gertrud, ogift Nyman, samt syster till Ingemar Lindberg och halvsyster till poeten Per Lindberg.
Hon är utbildad psykolog, psykoterapeut och vittnespsykolog. Hon har arbetat som barnpsykoterapeut, universitetslärare och forskare. Sjöström har också gjort vittnespsykologiska utredningar. European Journal of Mental Health anlitar henne för vetenskapliga granskningar. Hon är docent i pedagogik.
Åren 1957–1985 var hon gift med psykologen Nils Henrik Sjöström (1931–2020).